# アメリカ合衆国憲法修正第26条

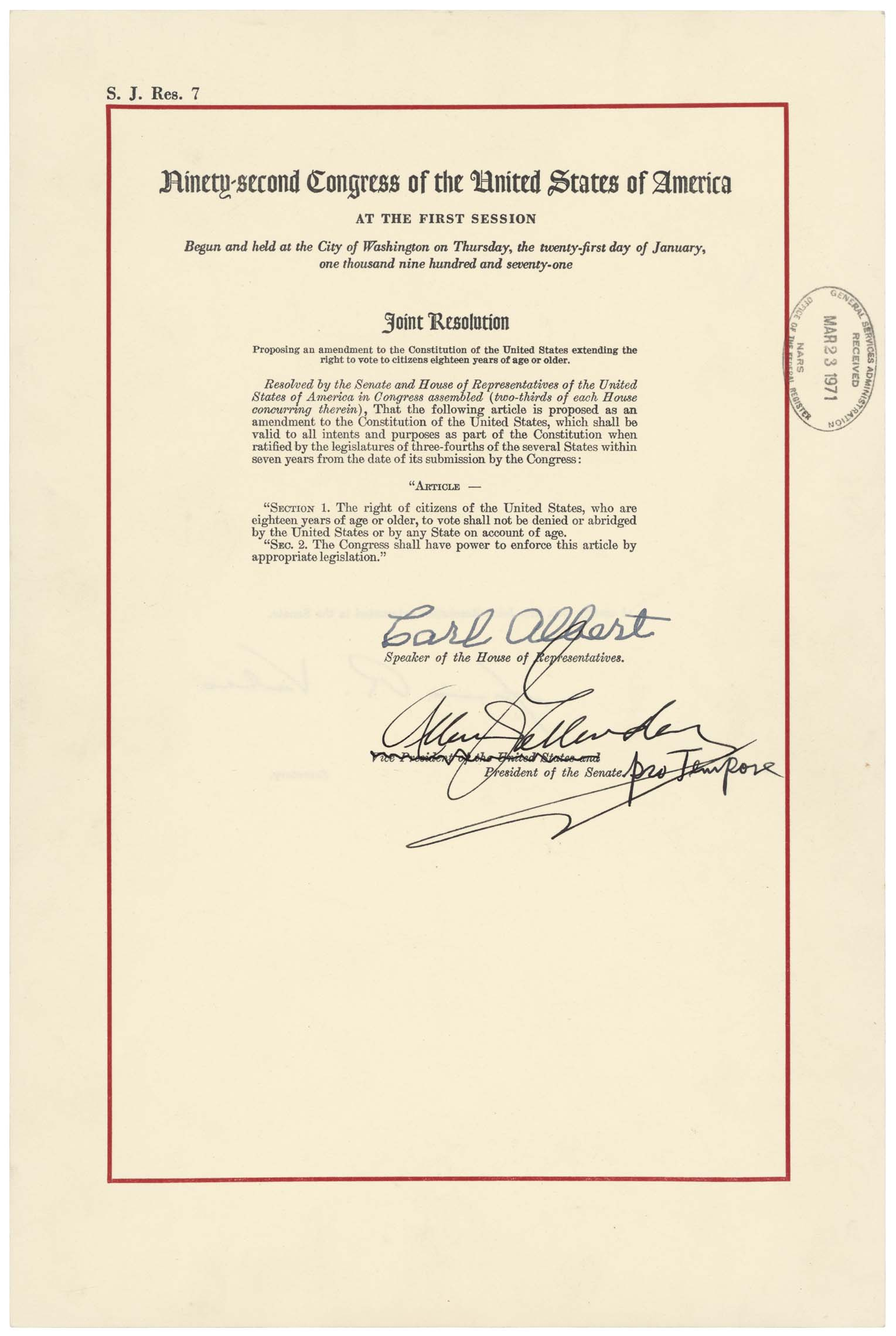
アメリカ国立公文書記録管理局に保管されている合衆国憲法修正第26条

アメリカ合衆国憲法修正第26条（アメリカがっしゅうこくけんぽうしゅうせいだい26じょう、英: Twenty-sixth Amendment to the United States Constitution、または Amendment XXVI）は、1971年7月1日に批准され、18歳以上に選挙権を与えることを標準化した。この条項はベトナム戦争への対応として採用され、「オレゴン州対ミッチェル事件」における合衆国最高裁判所判決を一部覆した。

## 背景
18歳以上に対する選挙権は、ドワイト・D・アイゼンハワー、リンドン・ジョンソンおよびリチャード・ニクソン各大統領によって後押しされた。この修正条項に類似する法律が1970年に可決されたが、オレゴン州とテキサス州は裁判所でその無効判決を出し、「オレゴン州対ミッチェル事件」における合衆国最高裁判所判決では、州の選挙に対して18歳以上の有権者登録を要求する法の一部を違憲であるとした。この時までに既に4州が21歳以下の市民に選挙権を認めていた。
連邦議会と州議会は、選挙権の無い若者が徴兵されて戦い死んでいくベトナム戦争の故に、憲法の修正を成立させる圧力を強く感じるようになっていた。有権者年齢を下げることを主張する者達に共通して使われたスローガン「戦えるだけの年齢、投票できる年齢」は、第二次世界大戦にその根源があり、フランクリン・ルーズベルト大統領が徴兵年齢を18歳まで下げていた。その考え方は、軍隊に徴兵されるに十分な年齢の人々は、何時どのように軍隊が使われるかを決定する文民政府の選出に発言すべきだということだった。有権者年齢を下げることについて、何人もの大統領が議会に憲法修正を提案するよう要求したが、どの試みも「オレゴン州対ミッチェル事件」の判決が出るまで大した成果も無かった。このとき、47の州は新しい連邦の要求に従って有権者年齢を合わせるか、多額の納税者の金を支払って1972年の選挙の日に年齢差別のある投票という混乱のリスクを冒すか、どちらかを強いられることになった。修正第26条は1971年にジェニングス・ランドルフ上院議員の再提案で議会を通過し、数ヶ月の内に必要な4分の3の州議会で批准され、修正条項の中では最も短期間での成立となった。修正第26条は1971年7月7日に総務局長官によって正式に証明された。

## 提案と批准
連邦議会は7年以内の批准を条件として1971年3月23日に修正第26条を各州に提案した。続いて次の州が修正条項を批准した。
1. コネチカット州 (1971年3月23日)
2. デラウェア州 (1971年3月23日)
3. ミネソタ州 (1971年3月23日)
4. テネシー州 (1971年3月23日)
5. ワシントン州 (1971年3月23日)
6. ハワイ州 (1971年3月24日)
7. マサチューセッツ州 (1971年3月24日)
8. モンタナ州 (1971年3月29日)
9. アーカンソー州 (1971年3月30日)
10. アイダホ州 (1971年3月30日)
11. アイオワ州 (1971年3月30日)
12. ネブラスカ州 (1971年4月2日)
13. ニュージャージー州 (1971年4月3日)
14. カンザス州 (1971年4月7日)
15. ミシガン州 (1971年4月7日)
16. アラスカ州 (1971年4月8日)
17. メリーランド州 (1971年4月8日)
18. インディアナ州 (1971年4月8日)
19. メイン州 (1971年4月9日)
20. バーモント州 (1971年4月16日)
21. ルイジアナ州 (1971年4月17日)
22. カリフォルニア州 (1971年4月19日)
23. コロラド州 (1971年4月27日)
24. ペンシルベニア州 (1971年4月27日)
25. テキサス州 (1971年4月27日)
26. サウスカロライナ州 (1971年4月28日)
27. ウェストバージニア州 (1971年4月28日)
28. ニューハンプシャー州 (1971年5月13日)
29. アリゾナ州 (1971年5月14日)
30. ロードアイランド州 (1971年5月27日)
31. ニューヨーク州 (1971年6月2日)
32. オレゴン州 (1971年6月4日)
33. ミズーリ州 (1971年6月14日)
34. ウィスコンシン州 (1971年6月22日)
35. イリノイ州 (1971年6月29日)
36. アラバマ州 (1971年6月30日)
37. オハイオ州 (1971年6月30日)
38. ノースカロライナ州 (1971年7月1日)
39. オクラホマ州 (1971年7月1日)

修正条項の批准に必要な39州の批准は、1971年7月7日に総務局長官に証明された。その後次の3州によっても批准された。
1. バージニア州 (1971年7月8日)
2. ワイオミング州 (1971年7月8日)
3. ジョージア州 (1971年12月4日)

次の州はこの修正条項をまだ批准していない。
1. フロリダ州
2. ケンタッキー州
3. ミシシッピ州
4. ネバダ州
5. ニューメキシコ州
6. ノースダコタ州
7. サウスダコタ州
8. ユタ州